# Perdita sphaeralceae
Perdita sphaeralceae är en biart som beskrevs av Cockerell 1896. Perdita sphaeralceae ingår i släktet Perdita och familjen grävbin. Inga underarter finns listade i Catalogue of Life.